# Il visionario
Il visionario (Le visionnaire) è un romanzo di Julien Green, pubblicato a Parigi nel 1934. In Italia è stato edito per la prima volta nel 2010, nella traduzione di Giovanni Pacchiano.
Il libro è stato tradotto in inglese, ungherese, giapponese, rumeno, tedesco, ceco, oltre che in italiano.

## Struttura del libro
Il libro si articola secondo lo schema seguente:
- Parte prima - Racconto di Marie-Thérèse;
- Parte seconda - Racconto di Manuel;
  - "Ciò che avrebbe potuto essere";
- Parte terza - Racconto di Marie-Thérèse.

## Luogo, epoca e personaggi
La vicenda si svolge in una cittadina della provincia francese non specificata. Anche l'epoca non è precisata, ma è possibile collocarla nei primi Anni '20 del XX secolo.
I personaggi sono:
- la signora Plasse, detta anche La colonnella, vedova del colonnello Plasse e madre di Marie-Thérèse;
- Marie-Thérèse, fanciulla di 14 anni;
- Manuel, ragazzo di 18 anni, figlio orfano della sorella della signora Plasse e dell'uomo che la Plasse avrebbe dovuto sposare.

## Trama
Nella prima parte, Marie-Thérèse narra le difficoltà che incontra con la madre, donna molto punitiva e decisamente bigotta. La figlia è costantemente respinta e trattata quasi come una ritardata. All'istituto di suore dove viene educata, Marie-Thérèse si convince di avere la vocazione religiosa, ma l'intervento della superiora e della madre riducono tale slancio a un capriccio infantile e lo liquidano senza rispetto.
Al contrario, la signora Plasse ha molto riguardo per le esigenze del nipote Manuel, che ha preso in casa propria dopo la morte dei genitori. In privato, la donna ha ripetutamente umiliato il ragazzo, rinfacciandogli una bruttezza che neppur lui può sopportare, ma, poiché Manuel non ha una buona fama nella piccola città, la zia non esita a difenderlo a spada tratta.
Una notte, i due cugini escono per una passeggiata. Arrivati in un luogo isolato, Manuel fa una carezza alla ragazzina, ma quella è troppo in agitazione e si sente male. Preoccupato, Manuel le fa giurare che non parlerà mai a nessuno dell'avventura. Però la fanciulla è molto turbata e, in confessione, racconta la cosa a un sacerdote che le impone di affrontare la madre e quindi violare la promessa di segretezza. Intanto Manuel, a causa dell'uscita notturna, si ammala e viene curato con zelo dalla zia.
Quando, dopo molto macerarsi, la povera Marie-Thérèse decide di parlare con la madre, la donna ha una reazione isterica verso la figlia e pretende la conferma dell'episodio dallo stesso Manuel. Questi non ha quasi bisogno di negare, viene immediatamente creduto. E a questo punto il racconto passa a lui.
Dapprima il ragazzo descrive i suoi numerosi turbamenti e disgusti. Fornisce una descrizione ripugnante della sua bruttezza; è ossessionato dal corpo in crescita della cugina e sottolinea che la zia non cura l'abbigliamento della figlia, la quale ha sempre abiti sotto misura ed è troppo scoperta; per finire, in città gli hanno affibbiato il soprannome di "signorina", per la scrupolosa pulizia di cui dà prova, e arrivano a chiedergli se viene dal Seminario o se ci andrà.
Manuel è in crisi di fede e non vuole aver a che fare con la chiesa, ma tiene tutto dentro di sé, e il risultato all'esterno è di ambiguità e ipocrisia, tratti che solo la zia ignora. inoltre, il risveglio della carne, tipico della sua età, gioca al ragazzo almeno un altro tiro. Essendogli stata diagnosticata la tisi, egli ha lasciato il lavoro che svolgeva presso un libraio e passa tutto il suo tempo a scrivere in alcuni taccuini le cose che succedono, anche le più piccole.
Così un giorno arrivano in casa Marie-Thérèse e due amiche. Manuel propone una passeggiata e quindi un gioco a mosca cieca. Si fa bendare e ne approfitta per palpeggiare una delle due ragazzine, che fugge atterrita. Le rimostranze non si fanno attendere: un abate si presenta dalla signora Plasse per riferirle, ma la donna lo mette alla porta. Quindi si chiude in casa col nipote, in attesa di altre "persecuzioni".
Nel tempo seguente, Manuel scrive sui suoi taccuini un racconto nel quale si immagina protagonista di un'avventura al castello che in passato aveva dominato la cittadina. Quello che era stato un gioco tra i due cugini, il gioco del castello, si tramuta in una storia demoniaca, in cui Manuel è tenuto prigioniero da una gentildonna e vuole fuggire. Solo la morte della contessa lo libererà dal castello. L'avventura ha come titolo "Ciò che avrebbe potuto essere". E nuovamente il racconto passa a Marie-Thérèse.
La ragazza ha passato l'estate in casa con la madre e il cugino. Con sollievo torna a scuola, tanto più che si è deciso di metterla nel convitto delle suore. Tornata per le vacanze di Natale, si sente trattata come un'intrusa dai due che passano le giornate seduti l'uno accanto all'altra. Finché, stanca di essere ignorata, propone al cugino di uscire e di andare al castello dei loro passati giochi.
Tuttavia il castello è esistito solo nelle loro teste, mentre nella realtà non è che un rudere visto da lontano nelle escursioni in carrozza. Perciò, dopo aver insistito con Manuel perché l'accompagni sul posto, Marie-Thérèse ha una delusione imprevista. Quanto al giovane, forse non si è opposto alla passeggiata per dare una spinta alla sua sorte. Cade al suolo, in preda a un'emorragia, ma vuole confessare alla cugina che ha amato solo lei. Ed è la fine.
La morte di Manuel fiacca per sempre la signora Plasse e, col passar degli anni, Marie-Thérèse, liberatasi dai terrori infantili, giunge a compatire la madre. Riesuma i taccuini scritti con tanta cura dal cugino e rivive la propria infanzia, meticolosamente descritta. E può constatare che Manuel, il visionario, ha svelato la sua preziosa verità.

## Edizione in italiano
- Julien Green, Il visionario: romanzo, introduzione e traduzione di Giovanni Pacchiano, Milano: Longanesi, 2010